# Arkadmaskin
En arkadmaskin är en maskin som används för att spela arkadspel. På äldre arkadmaskiner är spelen inbyggda i själva hårdvaran. I nyare arkadmaskiner är spelen separerade från hårdvaran, då spelen ligger på kassetter eller skivor.

## Arkadmaskiner

### Capcom
- CPS-1
- CPS-2
- CPS-3

### Jaleco
- Mega System 32

### Kaneko
- Super NOVA System

### Konami
- GX System
- GV System
- GQ System
- Hornet System
- System 573

### Midway
- Astrocade
- MCR
- MCR II
- MCR III
- MCR-68
- Y-Unit
- T-Unit
- X-Unit
- Wolf Unit
- V-Unit
- Zeus[särskiljning behövs]
- Zeus II
- Seattle[särskiljning behövs]
- Vegas[särskiljning behövs]

### Namco
- Namco System 86
- Namco System 1
- Namco System 2
- Namco NA-1
- Namco NB-1
- Namco ND-1
- Namco System FL
- Namco System 21
- Namco System 22
- Namco System 23
- Namco System 246
- Namco System 256

### Nintendo
- PlayChoice-10
- Super System
- VS. UniSystem and VS. DualSystem

### Sammy
- Atomiswave

### Sega
- Sega System 1
- Sega System 2
- Sega System E
- Sega System 16
- Sega System 18
- Sega System 24
- Sega System 32
- Sega System C2
- Sega Megatech
- Sega Mega Play
- Sega Model 1
- Sega Model 2
- Sega Model 3
- Sega Titan Video
- Sega NAOMI
- Sega HIKARU
- Sega Chihiro
- Sega Lindbergh

### Seibu
- SPI System

### SNK
- Neo-Geo MVS
- Hyper Neo-Geo 64

### Sony
- ZN-1
- ZN-2

### Taito
- F3 System
- G-NET System
- TypeX / TypeX+